# Gouinia brasiliensis
Gouinia brasiliensis är en gräsart som först beskrevs av Spencer Le Marchant Moore, och fick sitt nu gällande namn av Jason Richard Swallen. Gouinia brasiliensis ingår i släktet Gouinia och familjen gräs. Inga underarter finns listade i Catalogue of Life.